# Escudo de Alicante

Escudo de la ciudad de Alicante.

El escudo de la Alicante es un símbolo representativo del municipio español de ciudad de Alicante. Posee el siguiente blasonamiento:

En campo de gules, bajo las barras de Aragón, un castillo dorado sobre una roca batida por el mar. Encuadrando el fuerte, las iniciales A.L.L.A. Y fuera del blasón, sirviéndole de timbre y orla, respectivamente, un coronel abierto y el Toisón de Oro.

## Escudo oficial
El escudo fue aprobado mediante Orden de 29 de marzo de 1941 del Ministerio de la Gobernación, con el informe previo favorable de la Real Academia de la Historia de 31 de enero. El escusón caironado de los palos de gules aparece acompañado de las letras A y L a la diestra, y L y A a la siniestra, puestas en palo. Estas siglas fueron por primera vez introducidas en el año 1648 como ICAI. Años más tarde Viravens, cronista, tras un estudio del escudo cambia el orden por CIIA Colonia Iulia Ilice Augusta, dada la creencia de que dicha colonia romana  era el germen de la ciudad de Alicante. No es hasta 1940, como resultado de los informes de Figueras Pacheco, cuando se instalan en el escudo las siglas definitivas A L L A (Akra Leuka Lucentum Alicante).
La peña y el castillo representan al monte Benacantil y al castillo de Santa Bárbara (siglo XIV-XVIII). Situado en la parte más alta del monte mencionado, el castillo de Santa Bárbara domina toda la Huerta de Alicante y desde él se divisa la isla de Tabarca. Antiguo castillo árabe, fue reconstruido por los cristianos y consta de tres recintos de los siglos XIV, XVI y XVIII. Estilísticamente representada a la izquierda de la peña está la «cara del moro», formación natural en la montaña que, popularmente, se asemeja a dicha descripción.
Carlos I otorgó el collar de la Orden del Toisón de Oro al escudo como reconocimiento al apoyo que le prestó  la Ciudad de Alicante en el conflicto de las Germanías.
La corona real abierta es la forma que tenía la antigua corona real, usada hasta el siglo XVI, se emplea con mucha frecuencia en la heráldica de entidades territoriales menores, municipios y provincias y es muy semejante a la atribuida a los infantes de España, mientras que el escudete con las barras de Aragón representa la condición de villa de realengo de la ciudad.

## Historia

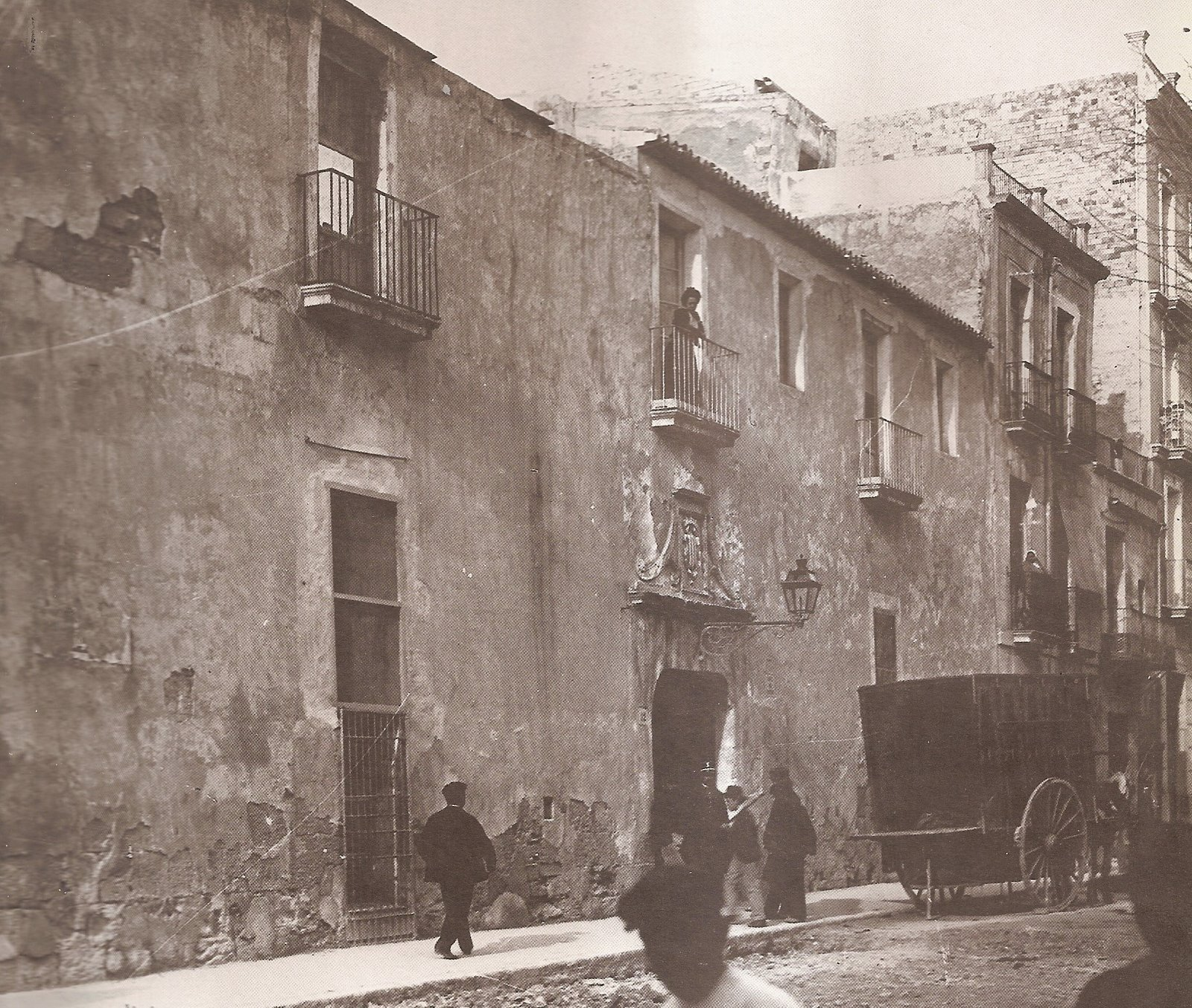
El Alfolí de la Sal en 1900 (aprox.)

Un manuscrito que data de 1252 y concedido por Alfonso X es la base de la primera descripción del escudo de Alicante "con olas de mar y un castillo" , no obstante dicho manuscrito no describe que dicho castillo "descanse sobre una peña". El hecho que no encontremos ningún vestígio del actual escudo representado en piedra hasta principios del siglo XVIII, ni dibujos manuscritos o grabados hasta mediados del siglo XVII ha creado a lo largo de la historia confusión sobre los elementos representativos que posee.

Antiguo escudo utilizado también para representar a la ciudad en época foral.

A eso se añaden la existencia de representaciones arquitectónicas anteriores, del siglo XVI, que también representarían un escudo de Alicante distinto a los descritos anteriormente. En 1591 se construye el Alfolí de la Sal, donde su fachada era presidida por un escudo ovalado, con las armas de Aragón y ornamentado con el Toisón de Oro que Carlos V concede a la ciudad, con lo cual según algunos autores se trataría del emblema del antiguo Consell de Alicante, es decir, el equivalente al actual Ayuntamiento.
El edificio, llamado también "Casa del Rey" por haber sido mandado construir expresamente por Felipe II, fue concebido como almacén para el depósito de las descargas de sal provenientes de la Mata, ya que anteriormente se podía llegar navegando a la plaza en la que se ubicaba, en la plaza de Gabriel Miró, entonces llamada plaza de las Barcas. Posteriormente se destinaría para usos militares, como un pequeño cuartel para un destacamento a las afueras de la ciudad.
Dicho símbolo como escudo de Alicante vendría justificado por la condición del municipio como vila reial, ya que correspondía a los dominios de la jurisdicción directa del rey de la Corona de Aragón, y que la ciudad estaba representada junto con los miembros del estamento real en las Cortes del Reino de Valencia. El uso del ornamento del collarín del Toisón de Oro que fue otorgado por Carlos I a Alicante reforzaría este punto de vista. Así pues, el uso del emblema de las armas de Aragón sería análogo al caso del escudo de Valencia, también "vila reial" con un ornamento de honor otorgado, en este caso, por el anterior rey Pedro el Grande. También hay testimonio escultórico del mismo escudo en Alicante en la Puerta Ferrisa, la Lonja, la Font Nova, así como los baños de Aguas de Busot, las iglesias de Santa María y San Nicolás.
El uso de dicho escudo, junto al descrito en 1252 con el añadido de "la peña" que representa el Benacantil, habría durado por lo menos hasta la derogación de los Fueros de Valencia. A lo largo de la historia el escudo de Alicante ha sido objeto, de las más variadas interpretaciones. Incluso hay una leyenda que atribuye a los Torregrossa, familia de origen leridano fundamental en la toma de la ciudad por Jaime II, el origen del escudo. Existen documentos históricos con el escudete de las barras de Aragón tanto romboidal como cuadrado; o la peña con la representación de la «cara del moro» o sin ella. Esta falta de unidad en los tipos adoptados, aún sin recaer en los emblemas básicos, tuvo como resultado que nadie supiera a qué atenerse respecto a la forma y atributos del verdadero escudo de Alicante.
Una vez Alicante entra bajo soberanía de la Corona aragonesa en 1296, y muy probablemente durante el siglo XIV, se introduce en el primer escudo descrito un escudete de las barras de Aragón en la parte superior del castillo, añadido que junto al resto de recomendaciones hechas por los expertos acabaría convirtiéndose en el escudo definitivo, y oficial, de la ciudad en la actualidad.

## Galería de imágenes

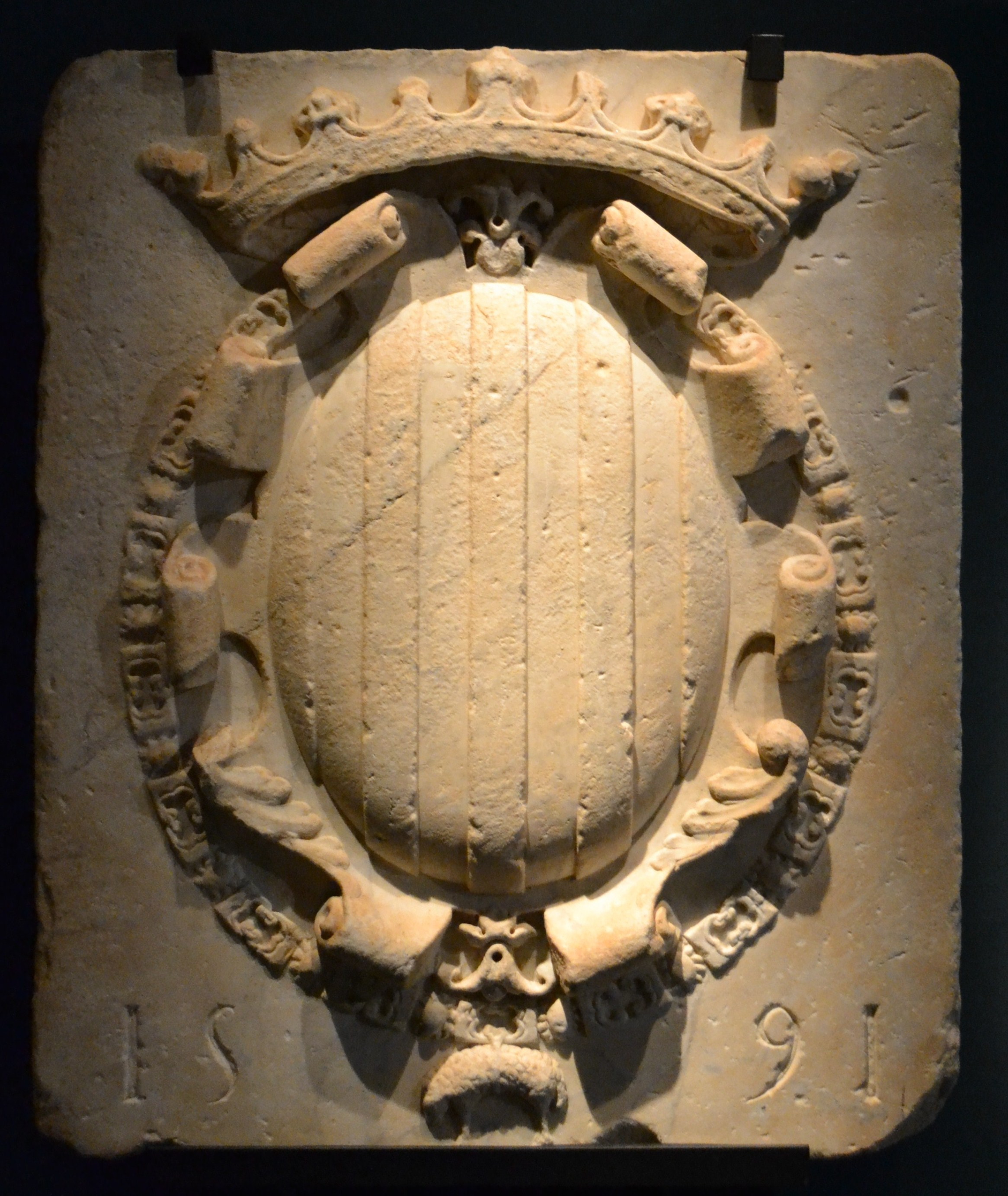
Escudo real de la Casa del Alfolí de la Sal (Alicante), 1591, Museo Arqueológico de Alicante.
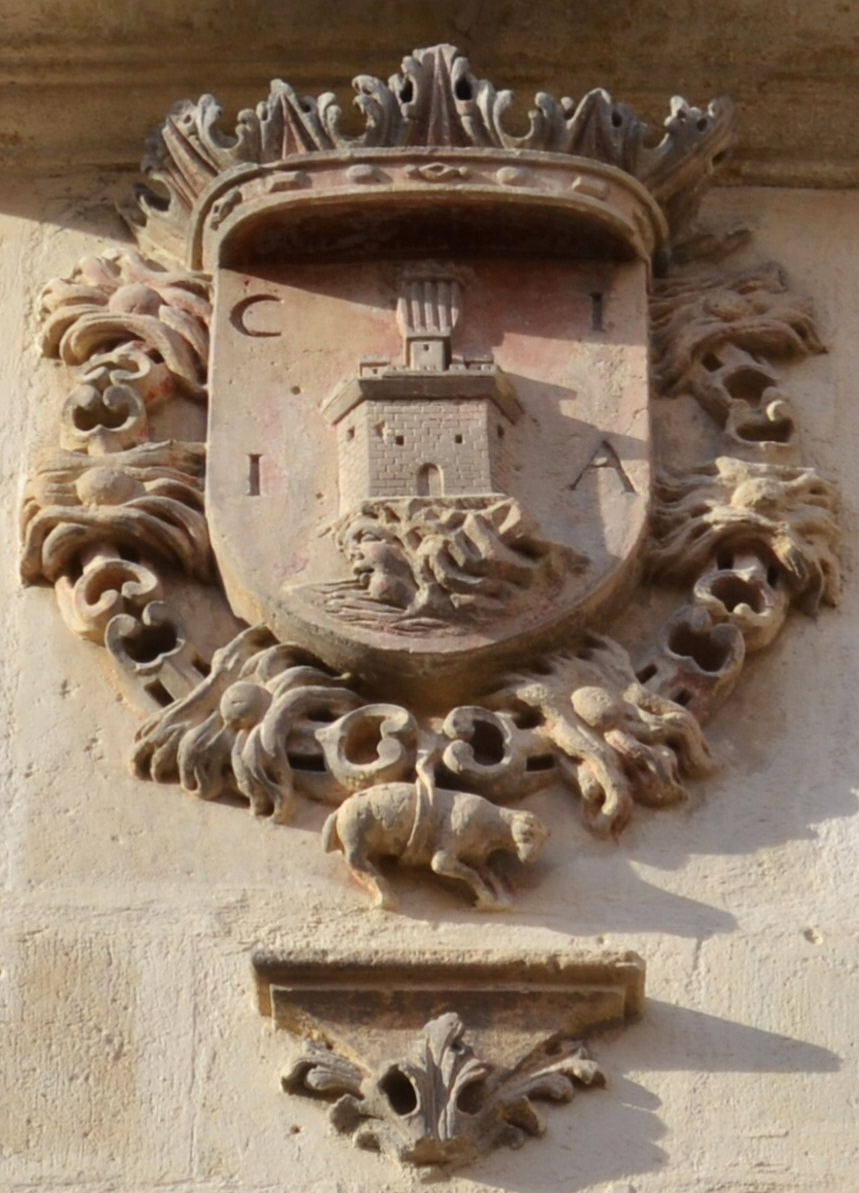
Escudo de la ciudad en la casa de la Asegurada, 1685.
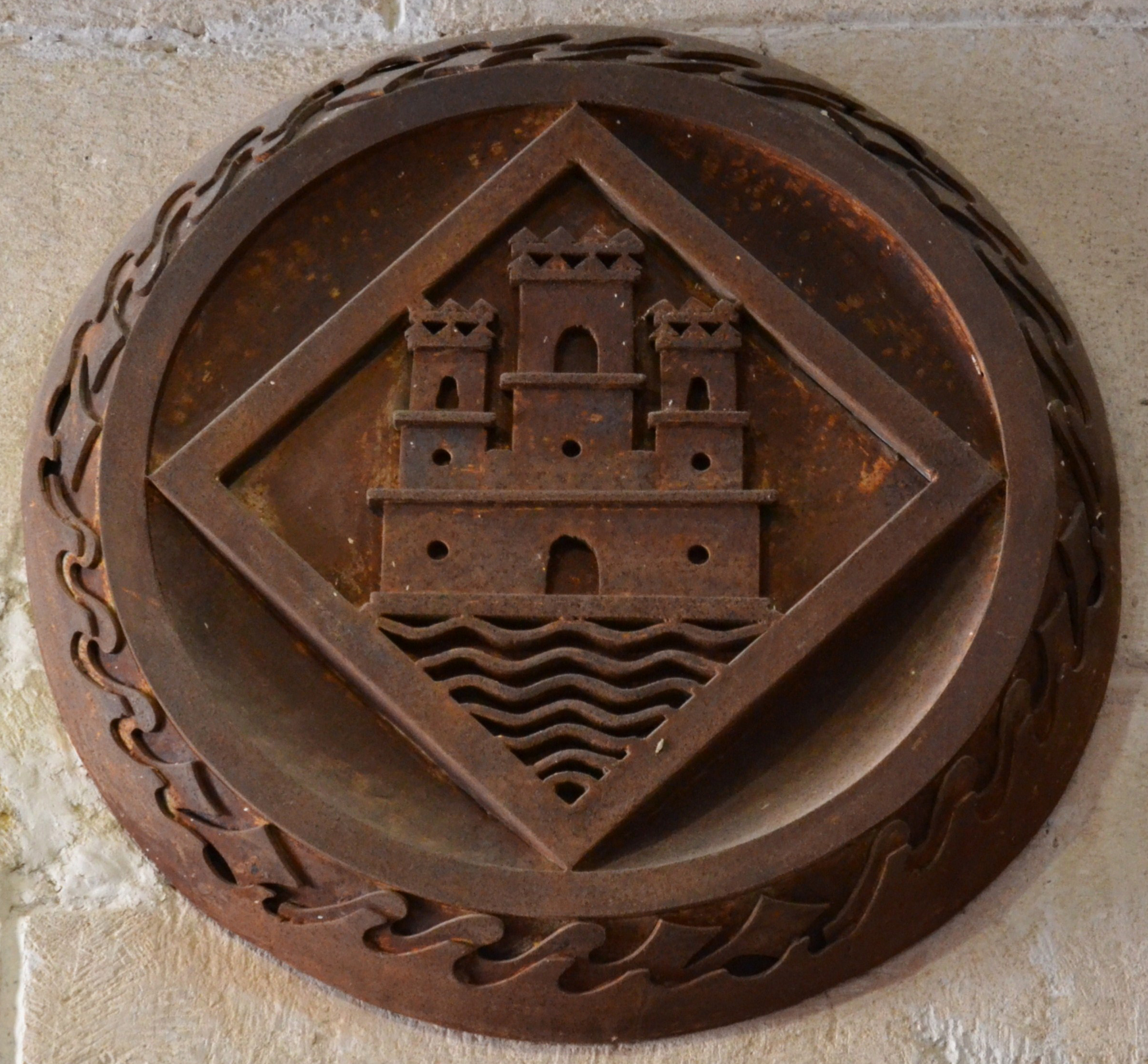
Reproducción en hierro del escudo de 1721-24 del ábside de la iglesia de Santa María. Castillo de santa Bárbara.
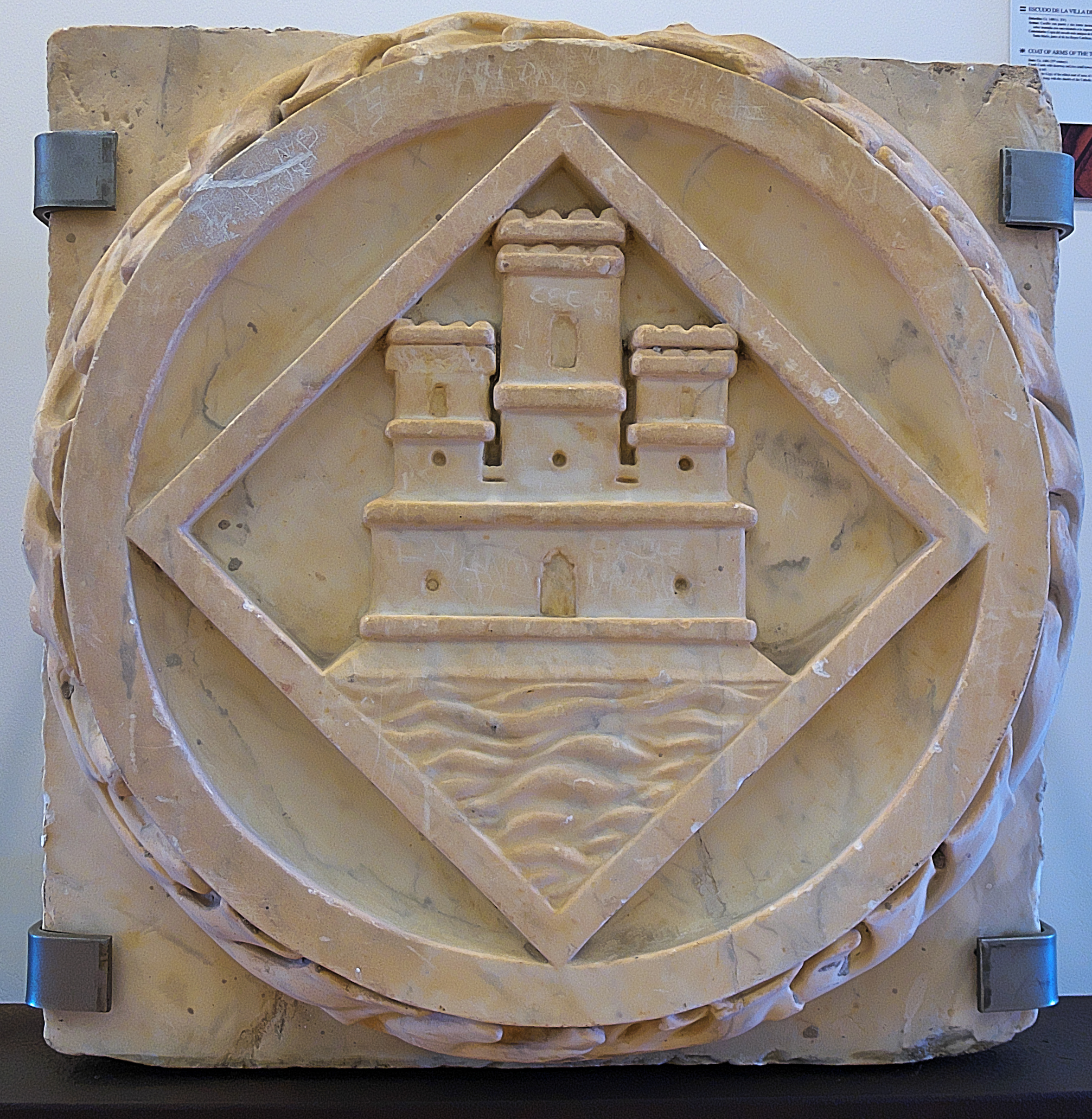
Ídem, en piedra.
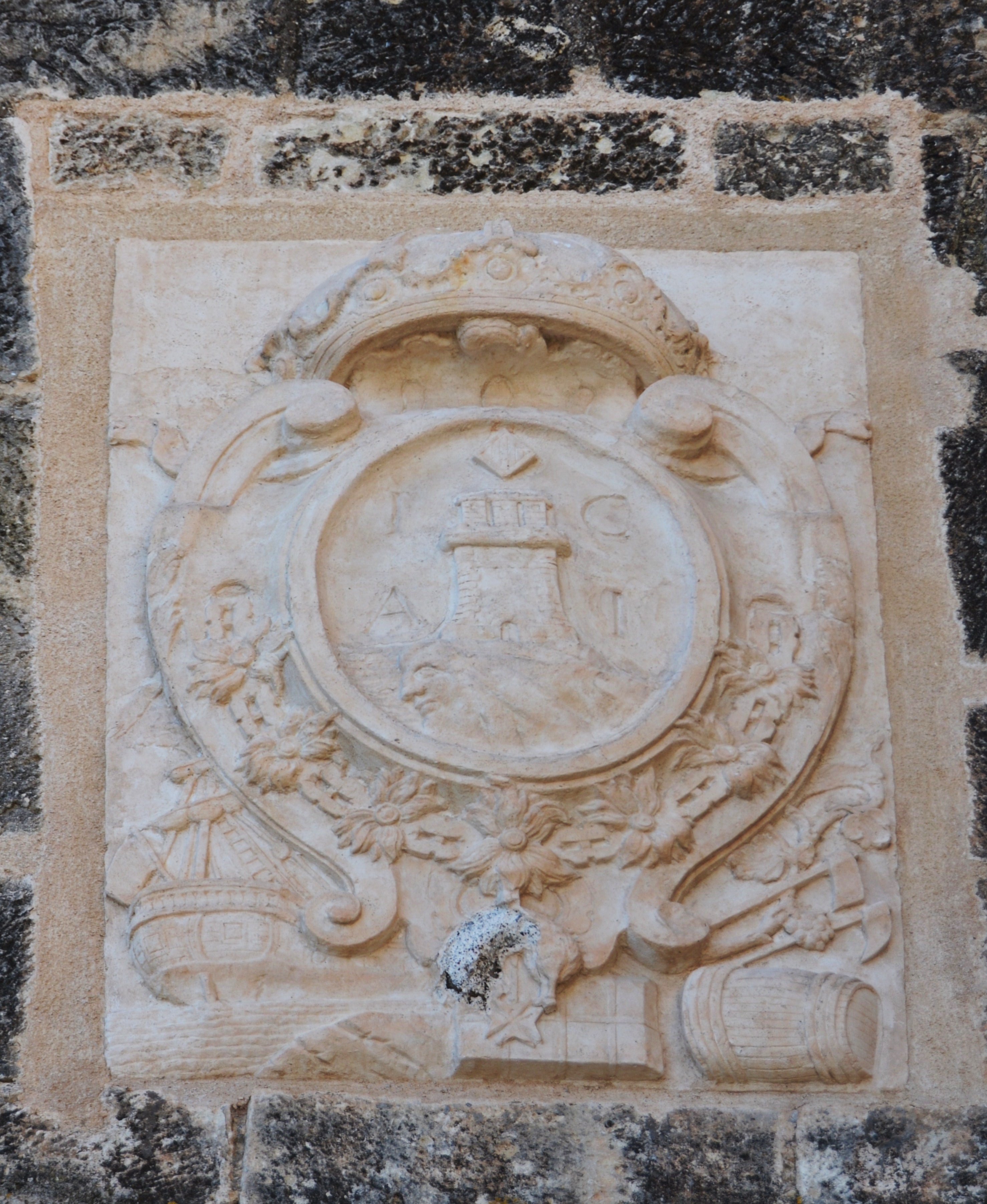
Escudo de Alicante en la entrada del castillo de santa Bárbara.
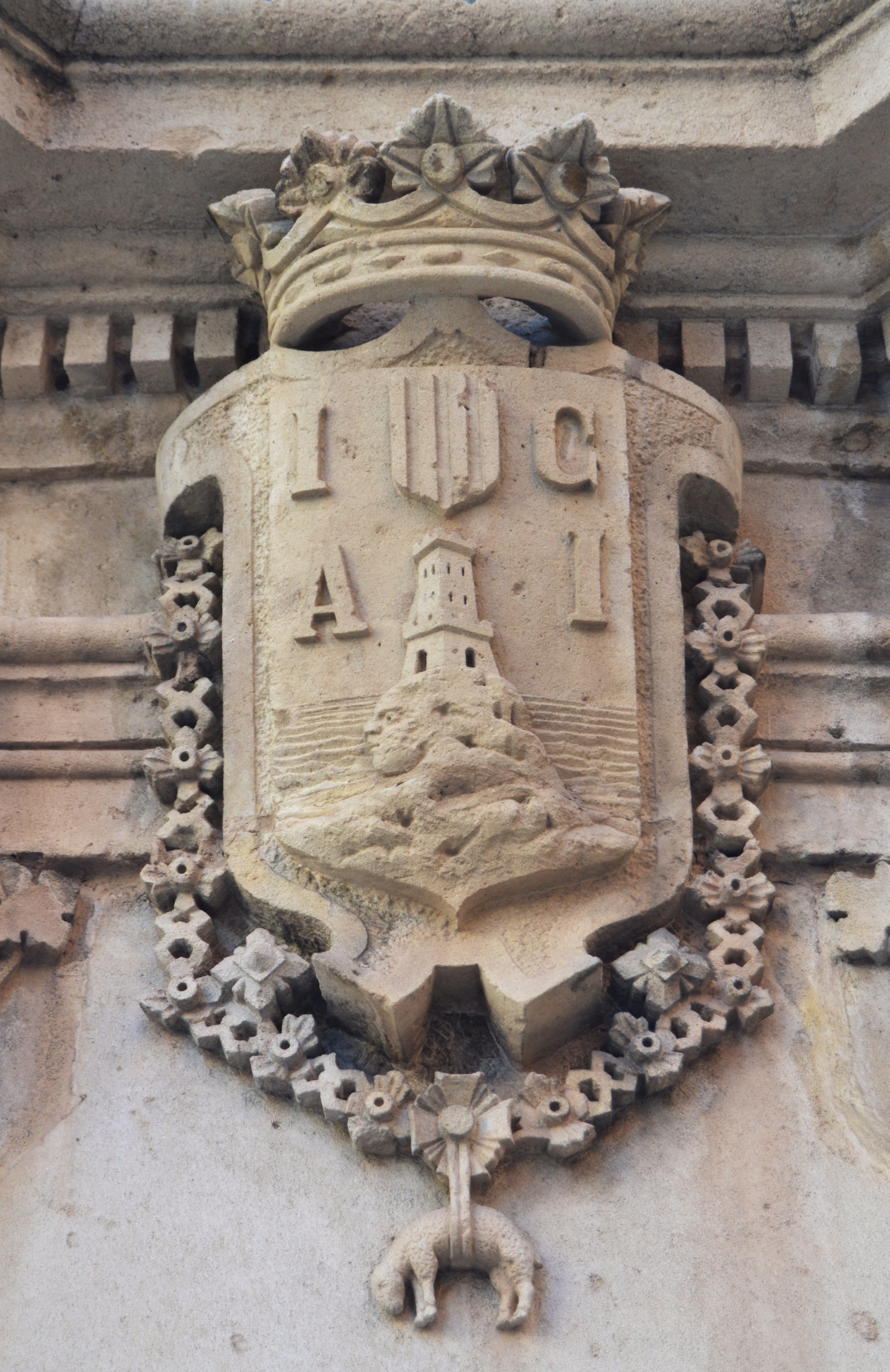
Escudo del monumento a Maisonnave de Alicante.
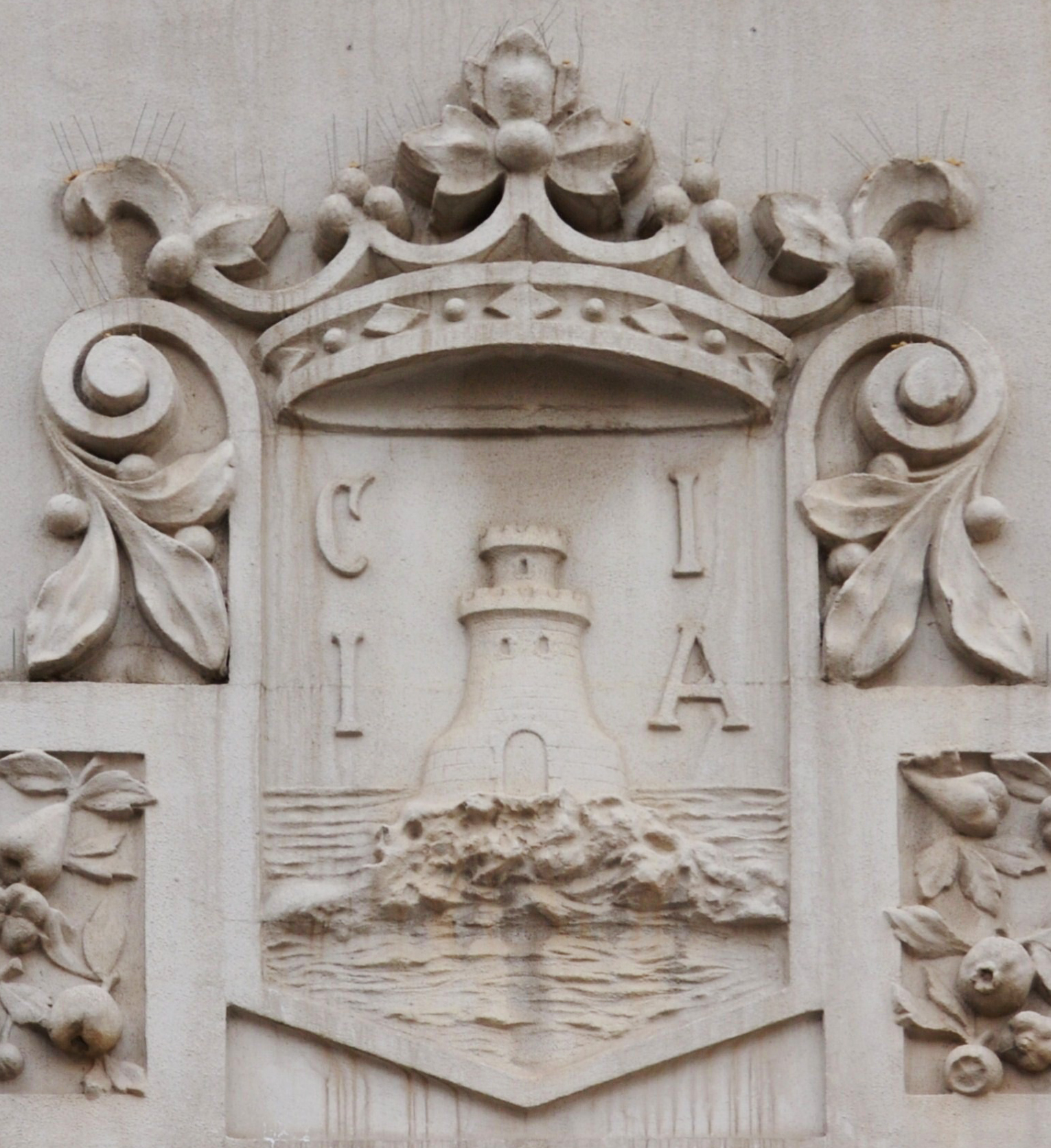
Escudo de Alicante en el Mercado Central.
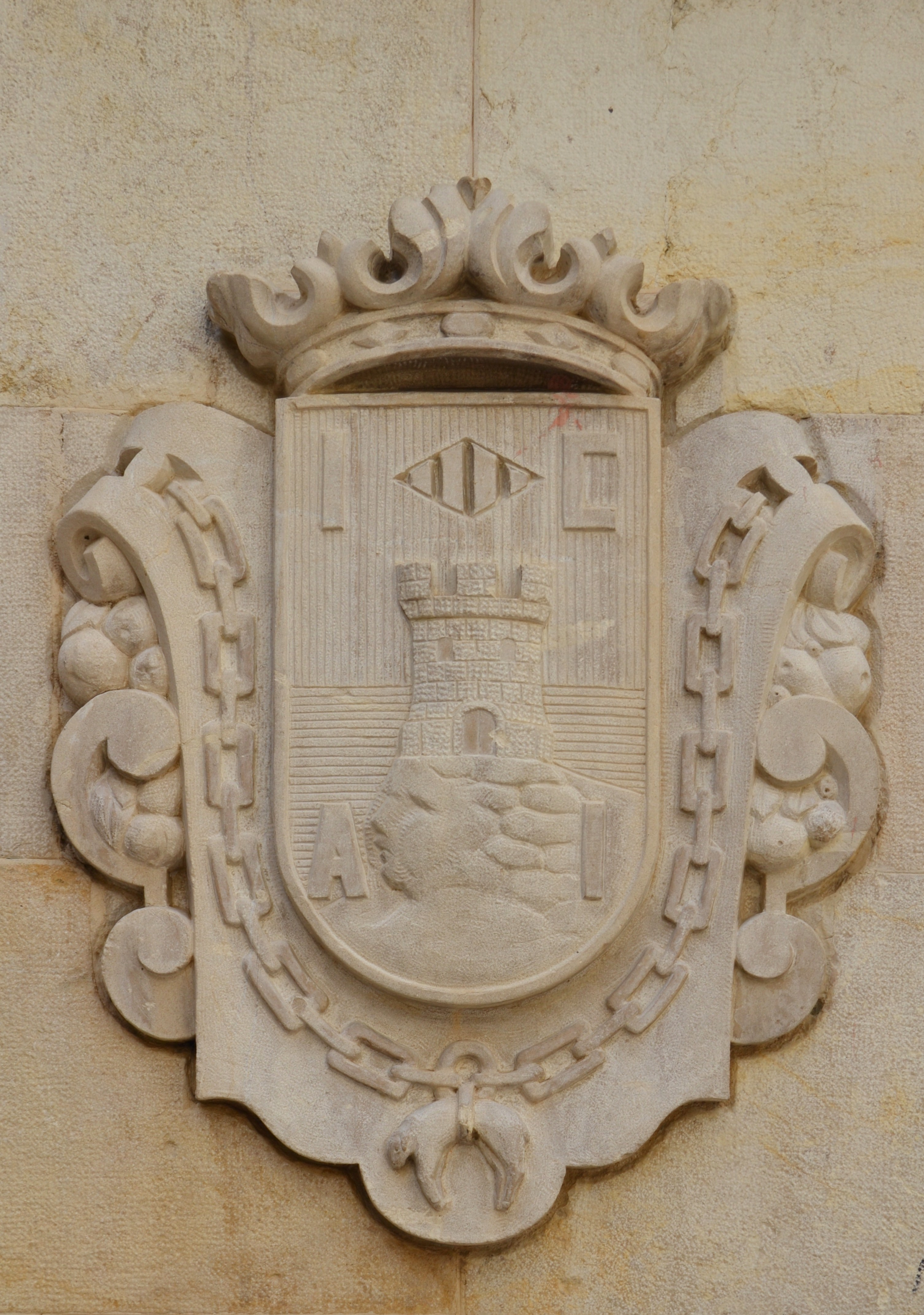
Escudo de Alicante en la fuente de la plaza de la Santísima Faz.